# Militaire exploratie van Nieuw-Guinea
De militaire exploratie van Nieuw-Guinea was een Nederlands-Indisch overheidsproject tussen 1907 en 1915 dat op gang werd gezet na een advies in 1906 van militair inspecteur Hendrik Colijn aan J.B. van Heutsz, gouverneur-generaal van Nederlands-Indië, om grote delen van het dan nog vrijwel onbekende binnenland van Nederlands-Nieuw-Guinea te doorkruisen en in kaart te brengen met behulp van militaire detachementen. Er werden drie exploratiedetachementen samengesteld voor de verkenning van respectievelijk het zuiden, het westen en het noorden van het eiland. Elk van deze detachementen zou jarenlang bestaan in wisselende samenstellingen. Samen zouden ze 300.000 km² onbekend gebied op de kaart zetten.

## Zuidelijk detachement
De eerste tocht werd ondernomen in 1907 door het zuidelijke detachement, bestaande uit tachtig militairen en een gelijk aantal veroordeelde dwangarbeiders, die het zware werk moesten verrichten. De commandant en expeditieleider was kapitein A.J. Gooszen, tweede commandant was zijn ranggenoot J.H. Daam. Samen waren zij verantwoordelijk voor de cartografische en astronomische metingen. B. Branderhorst, officier van gezondheid en de arts van het gezelschap, verrichtte etnografisch en botanisch onderzoek. De geologie kwam voor rekening van O.G. Heldring, een mijnbouwingenieur, en de natuuronderzoeker J.M. Dumas vergezelde de groep vanwege zijn eerdere ervaring als deelnemer aan de succesvolle Noord-Nieuw-Guinea-expeditie van 1903 onder leiding van Arthur Wichmann.
De uitvalbasis van het detachement was de zuidelijke kustplaats Merauke van waaruit een enorm moerassig westelijk rivierengebied moest worden bestreken. Men deed dit zoals vrijwel alle exploratietochten in Nieuw-Guinea te werk gingen: men voer een rivier op zover die bevaarbaar was, legde daarna basiskampen aan en ging te voet verder dieper in binnenland in. De dagmarsen waren zwaar, de temperaturen schommelden tussen de 34 en 37°C. en de grootste zorg was telkens het vinden van vers drinkwater voor de manschappen en dragers. Van de oorspronkelijke stafleden vielen al snel de meesten af. Gooszen, uitgeput door malaria, en Daam trokken zich al in 1908 terug, Branderhorst en Heldring in 1910. Dumas hield het met vier jaar deelname het langste vol. De afvallers werden door nieuwe commandanten en onderzoekers vervangen. Het duurde uiteindelijk zes jaar tot de geplande exploratie van dit deel van Nieuw-Guinea was volbracht.

## Noordelijk detachement
Het noordelijke detachement begon zijn exploratie in 1909 bij de Humboldtbaai, strategisch gelegen nabij de grens van Nederlands Nieuw-Guinea met het naar het oosten liggende Duitse Keizer Wilhelmsland, onderdeel van Duits-Nieuw-Guinea. Het militaire bivak werd Hollandia genoemd; in 1910 werd Hollandia uitgeroepen tot de hoofdstad van Nederlands Nieuw-Guinea. De precieze grenslijnen tussen beide koloniale gebieden moesten nog definitief worden vastgelegd. Dat werd het werk van een Nederlands-Duitse grensregelingscommissie; het detachement zou het voorwerk doen door te zoeken naar 'natuurlijke grenslijnen'. De kust werd tot in de kleinste details verkend en er werden tochten naar het binnenland gemaakt, waaronder het Sentanimeer. Met de inmiddels gearriveerde leden van de commissie vertrok een patrouille naar de monding van de Sepik in de Duitse kolonie en men voer de rivier ruim 800 kilometer op tot men westwaarts bij de bovenstroom belandde, waar de rug van een grote terugwaartse bocht van de rivier een deel van de grens tussen Duits en Nederlands gebied zou gaan vormen.
In 1912 werd het detachement overgeplaatst naar de westelijke noordkust met als standplaats Manokwari. Een uitgebreide verkenning van de Geelvinkbaai werd in 1912 afgesloten.

## Westelijk detachement
Het westelijke detachement kwam pas in 1910 tot actie. De troepen bestonden voornamelijk uit marechaussees die al een tijd in de bestuurspost Fakfak waren gelegerd en die ook als de uitvalbasis voor hun exploratietochten bleven gebruiken. De kusten en het binnenland van de Vogelkop en de schiereilanden ten zuiden daarvan werden vele malen doorstoken en in kaart gebracht.

## Samengevoegde detachementen
In 1913 kwam het tot de laatste exploratie: die van het stroomgebied van de Mamberamo, de grootste rivier in het Nederlandse gebiedsdeel van Nieuw-Guinea. Hiertoe werden de noordelijke en zuidelijke detachementen samengevoegd tot een ploeg van vierhonderd man, waarvan de helft dwangarbeiders. Men kon daarbij voortbouwen op de ervaringen van een eerdere militaire tocht in dit noordelijke gebied onder leiding van A. Franssen Herderschee. In 1915 waren alle beoogde 'witte plekken' op de kaart van Nieuw-Guinea door de exploratiedetachementen ingevuld.

## Wetenschappelijke resultaten
De militaire exploratie van Nieuw-Guinea was een succes. Kusten, rivierlopen, landschappen en berggebieden werden vastgelegd op een indrukwekkende hoeveelheid kaarten, onbekende Papoeagroepen ontdekt en ruim 8.500 etnografische voorwerpen verzameld die ondergebracht werden bij de Nederlandse volkenkundige musea en het museum van het Bataviaasch Genootschap in Batavia, nu het Nationaal Museum van Indonesië te Jakarta. Er vielen 140 doden onder de verkenners en eveneens vonden vele honderden Papoea's de dood tijdens de exploratietochten.
Bij het grote publiek zijn de tochten die in het kader van de militaire exploratie zijn afgelegd weinig bekend geworden. Dit is het gevolg van de zakelijke verslaggeving in specialistische, veelal militaire tijdschriften maar vooral ook omdat achteraf geen vlotte, anekdotische reisverhalen zijn geschreven door een of meer van de deelnemers, zoals onder anderen Lorentz dat deed voor twee van de niet-militaire expedities waaraan hij deelnam in ongeveer dezelfde periode: de Noord-Nieuw-Guinea-expeditie en de Tweede Zuid-Nieuw-Guinea-expeditie. Pioniers in de rimboe van W.K.H. Feuilletau de Bruyn, een van de deelnemers aan de serie exploratietochten, verscheen meer dan dertig jaar na dato. Het beschrijft natuurgetrouw de wederwaardigheden van het zuidelijke detachement van 1909 tot 1911, maar luitenant Visser, de hoofdfiguur, is evenals de overige in dit boek genoemde officieren gefingeerd. Volgens de auteur combineren de door hem opgevoerde deelnemers de karaktertrekken van een aantal officieren dat destijds werkelijk aan de tocht deelnam.